# Isteni erények

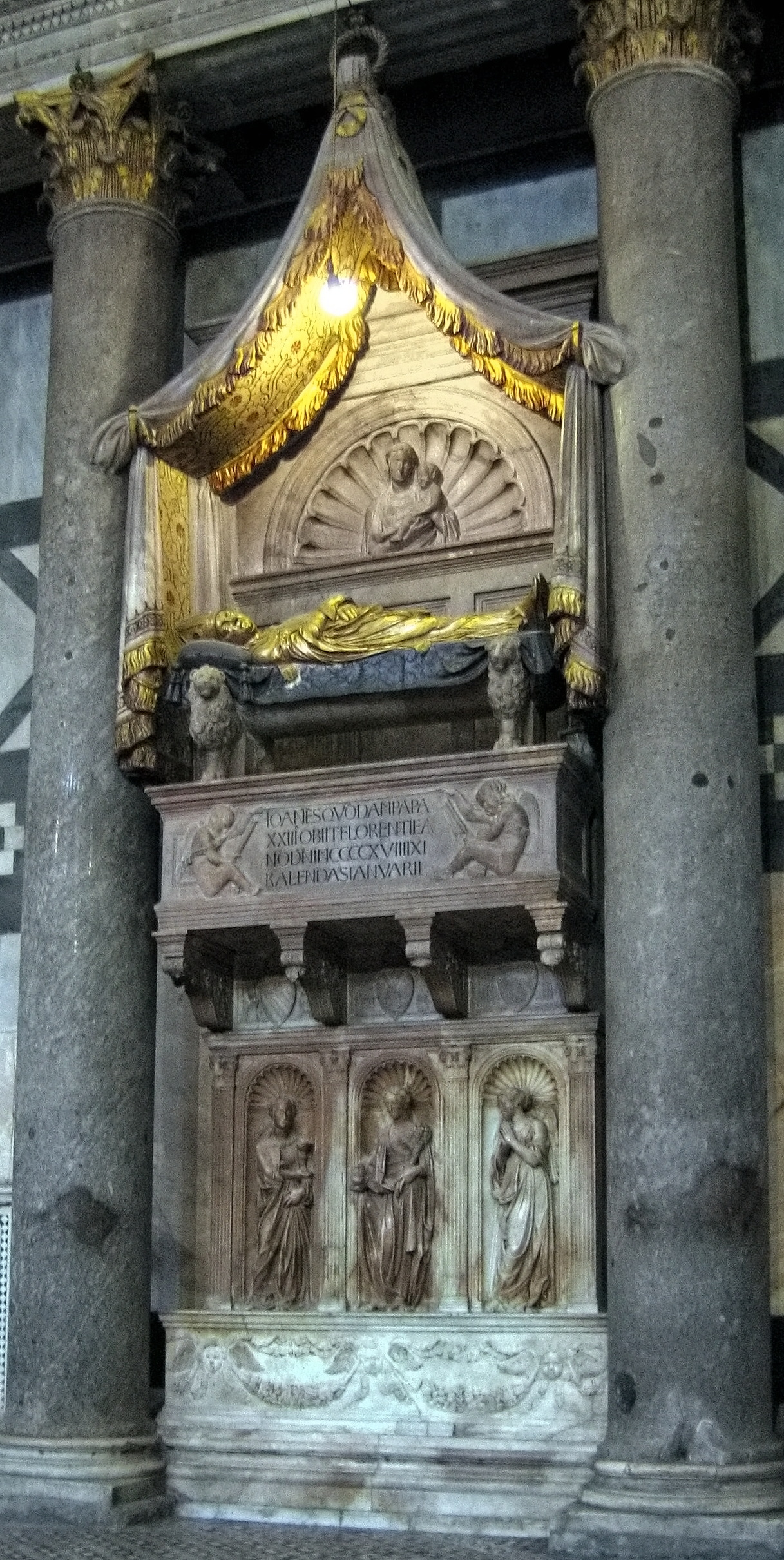
XXIII. János (ellenpápa) síremléke a firenzei dómban. A három nőalak az isteni erényeket szimbolizálja.

Az isteni erények (más néven: teológiai erények) a keresztény vallásban a hit, a remény és a szeretet.
Isteniek, mert a forrásuk, a tárgyuk és céljuk Isten; ebből következően nem az emberi természetből fakadnak. A keresztény ember erkölcsi cselekvését az isteni erények alapozzák meg, lelkesítik és határozzák meg.
A művészetekben gyakran nőalakban ábrázolják őket a következő jellemző szimbólumokkal:
- hit: kereszt, felfele mutató kéz, gyertya
- remény: hárfa, horgony, pálma, fáklya
- szeretet: lángoló szív, gyerekek, gyümölcsszedés

Az isteni erények megjelennek az Újszövetségben, Pál apostolnak a korinthosziakhoz írt első levelében.
Most azért megmarad a hit, remény, szeretet, e három; ezek között pedig a legnagyobb a szeretet.